# Spurostigmatidae
Spurostigmatidae es una familia de piojos en el orden Psocodea. Contiene por lo menos al género, Spurostigma, en Spurostigmatidae.